# Pholcus strandi
Pholcus strandi är en spindelart som beskrevs av Lodovico di Caporiacco 1941. Pholcus strandi ingår i släktet Pholcus och familjen dallerspindlar.
Artens utbredningsområde är Etiopien. Inga underarter finns listade i Catalogue of Life.